# Aimer de Valence, 2.º Conde de Pembroke

Brasão dos condes de Pembroke da família de Valence: Barrado de prata e azul, com um orla de andorinhas de goles

Aymer de Valence, 2.º Conde de Pembroke (c. 1270 – 23 de junho de 1324) foi um nobre anglo-francês. Embora ativo principalmente na Inglaterra, também tinha fortes conexões com a Casa real francesa. Um dos homens mais ricos e poderosos de sua época, foi um personagem central nos conflitos entre Eduardo II da Inglaterra e sua nobreza, especialmente Tomás, 2.º Conde de Lancaster. Pembroke foi um dos Lordes Ordenadores nomeados para restringir o poder de Eduardo II e seu favorito Piers Gaveston. Sua posição mudou após o grande insulto que sofreu quando Gaveston, como prisioneiro sob sua custódia e a quem ele jurara proteger, foi removido e decapitado por instigação de Lancaster. Isso levou Pembroke a uma cooperação próxima e duradoura com o rei. No entanto, mais tarde, circunstâncias políticas combinadas com dificuldades financeiras lhe causariam problemas, afastando-o do centro do poder.
Embora historiadores anteriores vissem Pembroke como o líder de um "partido moderado", entre os extremos de Lancaster e o rei, o consenso moderno é que ele permaneceu essencialmente leal a Eduardo durante a maior parte de sua carreira. Pembroke casou-se duas vezes e não deixou descendentes legítimos, embora tivesse um filho bastardo. Hoje, ele é lembrado principalmente pela fundação de Pembroke College, Cambridge, por sua esposa Maria de Saint-Pol, e por seu esplêndido túmulo, que ainda pode ser visto na Abadia de Westminster. Ele também foi uma figura importante nas Guerras de Independência da Escócia.

## Família e primeiros anos
Aymer era filho de Guilherme de Valence, filho de Hugo X, Conde de La Marche e Isabel de Angolema. Guilherme era meio-irmão de Henrique III por meio do casamento anterior de sua mãe com o rei João, e, como tal, ocupou uma posição central no Reino da Inglaterra. Ele obteve o Condado de Pembroke por meio de seu casamento com Joana de Munchensi, neta de Guilherme Marechal. Aymer era o terceiro filho da família, por isso pouco se sabe sobre seu nascimento e primeiros anos. Acredita-se que ele tenha nascido entre 1270 e 1275. Como seu pai estava em cruzada com o futuro Eduardo I até janeiro de 1273, uma data próxima ao final desse período é mais provável. No entanto, a data posterior é problemática, pois sua mãe já estava em seus quarenta e poucos anos. Com a morte de seu irmão Guilherme em uma batalha no País de Gales em 1282 (João, o irmão mais velho, havia morrido em 1277), Aymer tornou-se herdeiro do Condado de Pembroke. Ele casou-se com Beatriz, filha de Raul II de Clermont, antes de outubro de 1295.
Guilherme de Valence morreu em 1296, e Aymer herdou as terras francesas de seu pai, mas teve que esperar até a morte de sua mãe em 1307 para suceder ao condado. Em 1320, sua primeira esposa, Beatriz de Clermont, morreu. Em 1321, Aymer casou-se com sua segunda esposa, Maria de Saint-Pol. Por herança e casamentos, suas terras consistiam—além do condado palatino em Pembrokeshire—em propriedades espalhadas pela Inglaterra, principalmente em uma faixa de Gloucestershire a Ânglia Oriental, no sudeste da Irlanda (Wexford), e terras francesas nas regiões de Poitou e Calais.
Em 1297, ele acompanhou Eduardo I em uma campanha em Flandres, e parece já ter sido armado cavaleiro nessa época. Com suas conexões francesas, nos anos seguintes ele foi um diplomata valioso na França para o rei inglês. Em 1302, ele estava entre a equipe de plenipotenciários nomeados por Eduardo I para negociar o Tratado de Paris, que devolveu a Gasconha a Eduardo.
Ele também serviu como comandante militar na Escócia, lutando contra Roberto, o Bruce. Em 1306, na Batalha de Methven, ele venceu Bruce em um ataque surpresa, apenas para ser derrotado por Bruce em Loudoun Hill no ano seguinte.

## Ordenanças e Piers Gaveston
Eduardo I morreu em 1307 e foi sucedido por seu filho Eduardo II. O novo rei inicialmente gozou da boa vontade de sua nobreza, incluindo Valence. No entanto, logo surgiram conflitos, especialmente devido à enorme impopularidade do favorito de Eduardo, Piers Gaveston. A arrogância de Gaveston em relação aos pares e seu controle sobre Eduardo uniram a nobreza em oposição ao rei. Em 1311, foi introduzida a iniciativa conhecida como Ordenanças, que limitava severamente os poderes reais em questões financeiras e na nomeação de cargos. Igualmente importante, Gaveston foi expulso do reino, como Eduardo I já havia feito antes. Pembroke, que não estava entre os mais radicais dos Ordenadores e antes havia sido simpático ao rei, agora reconhecera a necessidade de exilar Gaveston.
Quando Gaveston retornou do exílio sem permissão no mesmo ano, um conselho baronial encarregou Pembroke e o Conde de Surrey de prendê-lo. Eles o fizeram em 19 de maio de 1312, mas pouco depois, Tomás de Lancaster, agindo com os condes de Warwick, Hereford e Arundel, sequestrou Gaveston e o executou em 19 de junho. Esse ato teve o efeito de angariar apoio ao rei e marginalizar os condes rebeldes. No que diz respeito a Pembroke, a captura e execução de um prisioneiro sob sua custódia foi uma violação dos códigos cavalheirescos mais fundamentais e uma grave afronta à sua honra. Portanto, o evento deve ser visto como crucial para afastar suas simpatias dos rebeldes e aproximá-las do rei.

## Anos posteriores

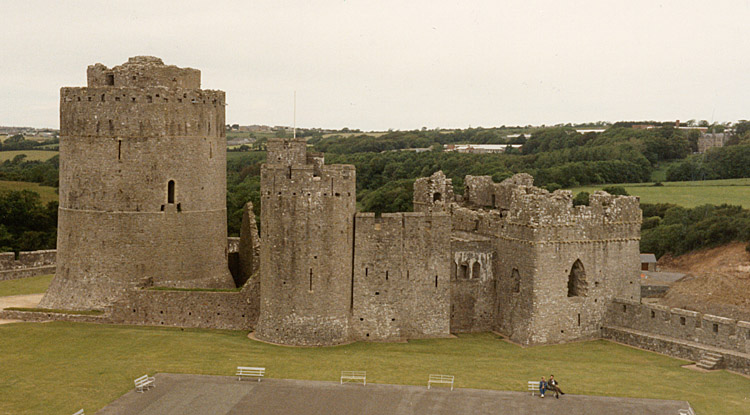
Castelo de Pembroke, em Pembrokeshire, País de Gales, foi a sede original dos Condes de Pembroke

Nos anos seguintes, Pembroke trabalhou em estreita colaboração com o rei. Ele foi nomeado tenente do rei na Escócia em 1314 e esteve presente na desastrosa derrota inglesa na Batalha de Bannockburn, onde ajudou a levar Eduardo para longe do campo de batalha. Em 1317, no entanto, ao retornar de uma embaixada papal a Avignon, ele foi capturado por Jean de Lamouilly e mantido por resgate na Alemanha. O enorme resgate de £10.400 causaria a Pembroke sérias dificuldades financeiras pelo resto de sua vida.
Embora tenha sido ostracizado pelo assassinato de Gaveston, Tomás de Lancaster recuperou o controle virtual do governo real no período após a derrota da Inglaterra em Bannockburn. No entanto, mostrando-se tão incapaz de governar quanto Eduardo, ele logo se tornou impopular. Pembroke foi um dos magnatas que, nos anos 1316–1318, tentaram evitar que uma guerra civil eclodisse entre os apoiadores de Eduardo e os de Lancaster, e ele ajudou a negociar o Tratado de Leake em Nottinghamshire em 1318, restaurando Eduardo ao poder. A paz não durou muito, no entanto, pois o rei agora havia tomado Hugo Despenser, o Jovem como outro favorito, em uma posição semelhante à de Gaveston. As tentativas de reconciliação de Pembroke acabaram falhando, e a guerra civil eclodiu em 1321. Em 1322, Lancaster foi derrotado na Batalha de Boroughbridge, no atual Norte de Yorkshire, e executado. Pembroke estava entre os condes por trás da condenação. Também em 1322, Pembroke fundou o Colégio de Cantaria de Milton, próximo a Gravesend.
Após Boroughbridge, Pembroke encontrou-se em uma situação difícil. Os oponentes de Hugo Despenser e seu pai haviam perdido toda a confiança nele, mas, ao mesmo tempo, ele se viu marginalizado na corte, onde o poder dos Despensers se tornava cada vez mais completo. Além disso, havia seus problemas financeiros. Em 23 de junho de 1324, enquanto em uma embaixada à França, ele repentinamente desmaiou e morreu em algum lugar de Picardia.

## Legado

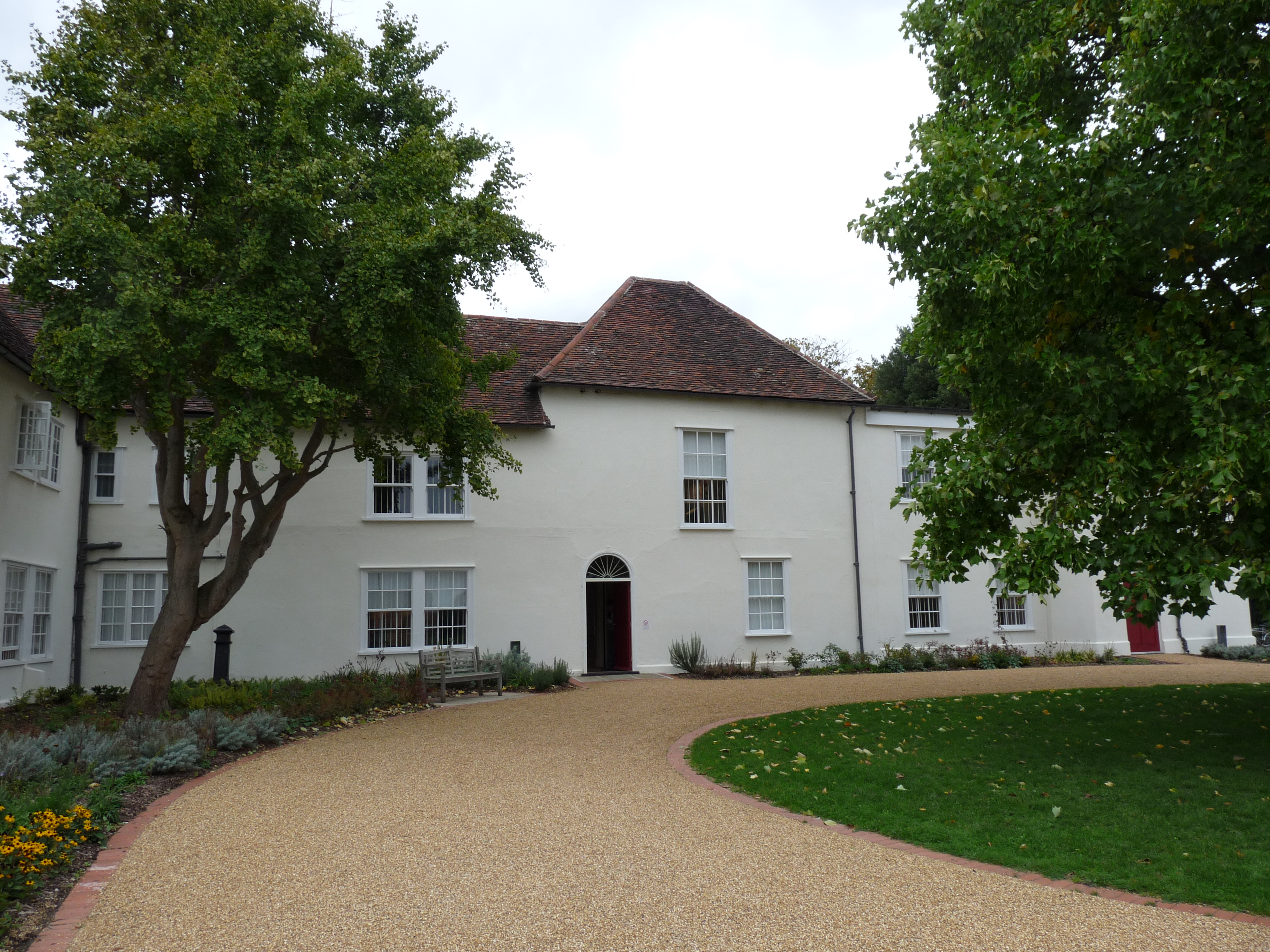
Casa Valence, Dagenham, Essex

T. F. Tout, em 1914, um dos primeiros historiadores a fazer um estudo acadêmico minucioso do período, considerou Pembroke a única exceção favorável em uma época de líderes mesquinhos e incompetentes. Tout escreveu sobre um "partido moderado", liderado por Pembroke, representando uma posição intermediária entre os extremos de Eduardo e Lancaster. Supostamente, esse "partido moderado" assumiu o controle do governo real por meio do Tratado de Leake em 1318. Em seu estudo autorizado de 1972, J. R. S. Phillips rejeita essa visão. Apesar de suas reservas em relação aos favoritos do rei, Pembroke permaneceu consistentemente leal a Eduardo. O que foi alcançado em 1318 não foi a tomada do poder por um "partido moderado", mas simplesmente a restauração do poder real.
Aymer e sua irmã Agnes alugaram uma das antigas mansões de Dagenham, em Essex, que desde então é chamada de Casa Valence; agora é um museu.

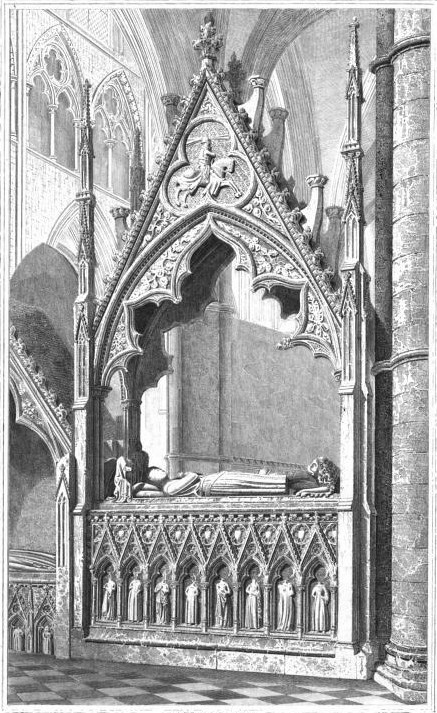
O magnífico túmulo de Aymer de Valence na Abadia de Westminster, gravado por Edward Blore

Aymer casou-se duas vezes; seu primeiro casamento, antes de 1295, foi com Beatriz, filha de Raul de Clermont, Senhor de Nesle em Picardia e Condestável de França. Beatriz morreu em 1320, e em 1321 ele casou-se com Maria de Saint-Pol, filha de Guido de Châtillon, Conde de Saint-Pol e Copeiro-mor de França. Ele nunca teve filhos legítimos, mas teve um filho ilegítimo, Henrique de Valence, cuja mãe é desconhecida. O legado mais duradouro de Pembroke provavelmente é através de sua segunda esposa, que em 1347 fundou o Pembroke College, Cambridge. O brasão da família ainda está representado no lado destro do brasão da faculdade. Aymer de Valence foi enterrado na Abadia de Westminster, onde sua estátua tumular ainda pode ser vista como um esplêndido exemplo da arquitetura gótica tardia, elaborando o projeto do túmulo próximo de Edmundo Crouchback, Conde de Lancaster.

### Na mídia
Aymer foi retratado por Sam Spruell no filme de 2018 Outlaw King, sobre Roberto, o Bruce.